# Луј Си Кеј
Луј Си Кеј (енгл. Louis CK, IPA: ; рођен 12. септембра 1967. као Louis Szekely), амерички је комичар, глумац, писац, продуцент, редитељ и уредник. Он је аутор, главни глумац, писац, редитељ, продуцент, и примарна уредник награђивани ФКС комично-драмске серије Луј. ЦК је познат по својој употреби посматрања, само-деградације, црног и вулгарног хумора у својим стенд-ап наступима.